# Merci, Chérie
"Merci, Chérie" var vinnarlåten i Eurovision Song Contest 1966. Den sjöngs för Österrike av Udo Jürgens med text på tyska, trots de franskspråkiga orden i titeln. Låten är en ballad där sångaren lämnar sin älskade, men tackar henne för den fina tiden och de positiva minnena.
Låten startade som nummer nio ut den kvällen, efter Portugals Madalena Iglésias med "Ele e ela" och före Sveriges Lill Lindfors & Svante Thuresson med "Nygammal vals". Totalt fick "Mercie, Chérie" 31 poäng, och blev därmed segraren bland de 18 låtarna.
En cover på låten spelades in av engelske sångaren Vince Hill, som nådde topplaceringen 36 på den brittiska singellistan med sin version i juni 1966.
Al Sundström skrev en text på svenska, "Merci Cherie". Gunnar Wiklund och Nisse Hanséns orkester spelade in en version av låten i Stockholm. Låten släpptes på EP-skivan Sjunger Eurovisionsschlager 1966 (His Master's Voice 7-EGS 726).

## Listplaceringar
| Lista (1966)  | Placering |
| ------------- | --------- |
| Nederländerna | 19        |
| Österrike     | 2         |

### Fotnoter
1. ↑  Roberts, David (2006). British Hit Singles & Albums (19th). London: Guinness World Records Limited. sid. 253. ISBN 1-904994-10-5
2. ↑  ”Listplacering”. http://dutchcharts.nl/showitem.asp?interpret=Udo+J%FCrgens&titel=Merci+Cherie&cat=s. Läst 28 april 2011.
3. ↑  ”Listplacering”. http://austriancharts.at/showitem.asp?interpret=Udo+J%FCrgens&titel=Merci+Cherie&cat=s. Läst 28 april 2011.